# آسیاب گل گل ۳
آسیاب گل گل ۳ مربوط به دوره صفوی است و در شهرستان پل‌دختر، بخش مرکزی، دهستان ملاوی، ۴۰۰ متری جنوب غرب روستای گل گل علیا واقع شده و این اثر در تاریخ ۲۲ آبان ۱۳۸۶ با شمارهٔ ثبت ۲۰۰۹۴ به‌عنوان یکی از آثار ملی ایران به ثبت رسیده است.